# Berthold Wiese
Berthold Heinrich Friedrich Wiese, född den 19 december 1859 i Rostock, död den 3 maj 1932, var en tysk romanist.
Wiese promoverades 1883 för Adolf Tobler i Berlin med arbetet Über die Sprache des Tesoretto Brunetto Latinos och var därefter professor vid storhertigliga realgymnasiet i Ludwigslust. Han innehade från 1889 till sin pensionering 1925 lektoratet i italienska vid universitetet i Halle (från 1914 som professor). Han fortsatte undervisade fram till året för sin död. 
Wiese utgav verk av bland andra Dante, Giovanni Boccaccio och Leonardo Giustiniani. Tillsammans med Erasmo Pèrcopo skrev han Geschichte der italienischen Litteratur von den ältesten Zeiten bis zur Gegenwart (1899). Han bearbetade och publicerade tredje upplagan av Rudolf Kleinpauls Italienischer Sprachführer: Konversations-Wörterbuch (1901, flera följande upplagor).